# Sympherobius tuomurensis
Sympherobius tuomurensis är en insektsart som beskrevs av C.-k. Yang et al in Huang et al. 1985. Sympherobius tuomurensis ingår i släktet Sympherobius och familjen florsländor. Inga underarter finns listade i Catalogue of Life.